# 2013 FS28
2013 FS28, também escrito como 2013 FS28, é um objeto transnetuniano que está localizado no disco disperso, uma região do Sistema Solar. Ele possui uma magnitude absoluta de 4,9 e tem um diâmetro estimado em torno de 461 km. O astrônomo Mike Brown lista este corpo celeste em sua página na internet como um candidato a possível planeta anão.

## Descoberta
2013 FS28 foi descoberto no dia 16 de março de 2013.

## Órbita
A órbita de 2013 FS28 tem uma excentricidade de 0,825 e possui um semieixo maior de 197 UA. O seu periélio leva o mesmo a uma distância de 34,551 UA em relação ao Sol e seu afélio a 360 UA.